# Палий, Андрей Владимирович
Андрей Владимирович Палий (род. 30 ноября 1976, ст. Новопокровская, Краснодарский край, РСФСР) — российский государственный и политический деятель, глава муниципального образования Тимашевский район Краснодарского края с 25 сентября 2018 года. Член партии «Единая Россия».

## Биография
Родился 30 ноября 1976 года в станице Новопокровской Новопокровского района Краснодарского края.
В 1999 году окончил Кубанский государственный технологический университет, получив квалификацию «экономист».
В 2002 году был назначен ведущим специалистом отдела контроля по финансовому оздоровлению и банкротству департамента по финансам, бюджету и контролю Краснодарского края.
В 2004 году Андрей Палий стал заведующим сектором экономического анализа департамента по транспорту и связи Краснодарского края.
С 2005 по 2007 год занимал пост начальника отдела экономики и анализа финансовой деятельности предприятий транспорта и связи департамента по транспорту и связи Краснодарского края.
В 2007 году занял должность заместителя руководителя департамента экономического развития Краснодарского края.
В июле 2012 года Андрей Владимирович Палий занял должность заместителя министра экономики Краснодарского края, а в октябре 2012 года стал первым заместителем министра.
В сентябре 2018 года, на внеочередной 48-й сессии районного Совета депутатов, Андрей Владимирович Палий был избран главой Тимашевского района.
Женат, есть сын.

## Награды
- Почетный знак «За заслуги перед городом Щелкино» (2015)
- Медаль «За выдающийся вклад в развитие Кубани» III степени (2018)
- Медаль «За отличие в ликвидации последствий чрезвычайной ситуации» (2019)
- Наградной крест «За заслуги перед кубанским казачеством» (2019)
- Медаль «За выдающийся вклад в развитие Кубани» II степени (2021)[6]